# 奧爾登堡湖
53°36′5.199435″N 10°45′8.164215″E / 53.60144428750°N 10.75226783750°E
奧爾登堡湖（德語：Oldenburger See），是德國的湖泊，位於該國北部石勒蘇益格-荷爾斯泰因州，由勞恩堡縣負責管轄，面積0.05平方公里，湖岸線長度1.4公里。